# .sg
.sg est le domaine de premier niveau national internet réservé à Singapour. Il est introduit le 19 octobre 1988 et est exploité par le  Singapore Network Information Centre.
En 2011, deux nouveaux domaines de premier niveau de code de pays internationalisés ont été enregistrés pour Singapour, destinés aux noms de domaine dans les langues locales. Ces domaines sont .新加坡 (encodé en .xn—yfro4i67o) et .சிங்கப்பூர் (encodé en .xn—clchc0ea0b2g2a9gcd). L'extension de domaine .sg est également très appréciée des entreprises et des particuliers de la ville de Saint-Gall ou du canton de Saint-Gall en Suisse.

## Propriétés
Jusqu'en août 2004, seuls les domaines de troisième niveau pouvaient être commandés, mais cette règle ne s'applique plus. Les particuliers peuvent désormais commander n'importe quel domaine au deuxième niveau, tout comme les entreprises, pour lesquelles .com.sg (troisième niveau) est également fourni. Cela fait de .sg le seul ccTLD au monde qui fournit déjà des informations sur le propriétaire via l'adresse réelle. Dans l'ensemble, un domaine .sg ou .com.sg peut contenir entre trois et 63 caractères, et la connexion d'un domaine à un bureau d' enregistrement européen prend généralement de deux à cinq jours.
Depuis 2007, il est possible de commander un domaine .sg composé uniquement de chiffres. Lors de l'introduction de telles adresses, le registre a défini une redevance minimale pour les adresses particulièrement intéressantes, que les parties intéressées devaient payer. Les noms de domaine internationalisés sont également pris en charge depuis 2009, par exemple les caractères chinois peuvent être utilisés dans les domaines .sg. Tous les bureaux d'enregistrement européens ne prennent pas en charge cette fonctionnalité.
En mai 2013, l'obligation pour les propriétaires d'un domaine .sg de faire vérifier leur propre identité – par exemple en présentant une pièce d'identité valide – a été introduite. Selon le registre, il souhaite freiner l'utilisation abusive des domaines .sg via de fausses informations Whois.

## Domaines de second niveau
Le domaine de premier niveau .sg est divisé en treize domaines de second niveau :
- .com.sg – Entités commerciales
- .net.sg – Fournisseurs de réseau et opérateurs d'info-com
- .org.sg – Organisations inscrites au registre des sociétés
- .gov.sg – Entités gouvernementales
- .edu.sg – Établissements d'enseignement
- .per.sg – Noms de domaine personnels
- .sg – Ouvert à tous avec une adresse postale valide à Singapour
- .新加坡 – pour les sites Web en chinois mandarin
- .சிங்கப்பூர் – pour les sites en tamoul

## Statistiques du domaine .sg
En août 2021, il y avait 192 788 domaines .sg enregistrés.